# إليزابيث أ. كرايغ
إليزابيث أ. كرايغ (بالإنجليزية: Elizabeth Anne Craig)‏ هي عالمة كيمياء حيوية أمريكية، ولدت في 12 سبتمبر 1946.